# Thanh niên Đỏ tiền phong

Ngọn cờ AKM

Đoàn Thanh niên Đỏ tiền phong (tiếng Nga: Авангард красной молодёжи or Avangard Krasnoi Molodyozhi (AKM)) là một tổ chức thanh thiếu niên cộng sản Nga cấp tiến. Trang mạng của họ mô tả đó là "một tổ chức thanh thiếu niên độc lập gia nhập vào những chuyển động chính trị toàn Nga" Khu vực hoạt động của họ là Nga, mà họ khẳng định vẫn là trung tâm và linh hồn của "cộng hòa của Liên Xô." Ý thức hệ của AKM là chủ nghĩa Marx-Lenin và nó là một phần của Mặt trận Cánh Tả (Лeвый Фронт). Lãnh tụ không chính thức của AKM là Sergei Udaltsov (Сергей Удальцов), mà đã bị bắt giam nhiều lần vì đã tổ chức những cuộc phản đối chống lại chế độ của Vladimir Putin.